# Championnat de Belgique de football de quatrième division 1956-1957
Navigation
saison précédente saison suivante
Le Championnat de Belgique de football D4 1956-1957 est la cinquième édition du championnat de Promotion belge en tant que 4e niveau national.
Le champion de chacune des quatre séries est promu en Division 3, tandis que les trois derniers de chaque séries sont relégués en Première provinciale.
Ce championnat 56-57 sourit à deux clubs brabançons (un flamand et un wallon), Aarschot Sport et le CS Brainois remportent le titre de leur série et retournent en Division 3, tous deux après 5 ans d'absence. De son côté, le Racing Lokeren remonte vers une division qu'il a quittée 8 ans plus tôt. Par contre, pour le quatrième lauréat, c'est une nouveauté. Overpelt-Fabriek atteint le 3e national pour la première fois. Ce club ne sait pas encore qu'une aventure longue de 32 saisons commence.
Pour les quatre équipes reléguées depuis la Division 3 à la fin de la saison précédente, la compétition n'est pas très emballante. Une 8e place est le meilleur résultat obtenu alors qu'une de ces équipes connaît une 2e relégation consécutive et bascule en Première provinciale. C'est le R. FC Bressoux qui connaît cette mésaventure. Le club porteur du « matricule 23 » était présent dans les séries nationales depuis 1926, soit 28 saisons de suite, dont 6 au 2eniveau.
Parmi les 12 clubs relégués en fin d'exercice, cinq sont originaires de la Province d'Anvers.

## Participants 1956-1957
64 clubs prennent part à cette compétition, soit le même nombre que lors de l'édition précédente.
Les clubs dont le matricule est renseigné en gras existent encore lors de la saison 2012-2013.

### Série A

#### Localisations Série A
| \| Arendonk Overpelt Helzold Tongres Vosselaar Wezel Winterslag Hasselt Neerpelt Ans Bressoux Houthalen Herve Prayon Wandre Eupen \| Localisation des clubs engagés en Promotion A 1956-1957 |
| Arendonk Overpelt Helzold Tongres Vosselaar Wezel Winterslag Hasselt Neerpelt Ans Bressoux Houthalen Herve Prayon Wandre Eupen                                                               |

#### Participants Série A
| #  | Nom                                            | Mat. | Ville      | Stades           | Provinces | En Prom depuis  | Total en Prom. | S. précédente          |
| -- | ---------------------------------------------- | ---- | ---------- | ---------------- | --------- | --------------- | -------------- | ---------------------- |
| 1  | Royal Football Club Bressoux                   | 23   | Bressoux   | ??               | Liège     | 1955-1956 (1re) | 3 saisons      | Division 3 16e Série B |
| 2  | Royal Herve Football Club                      | 32   | Herve      | ??               | Liège     | 1954-1955 (3e)  | 3 saisons      | 6e Série D             |
| 3  | Koninklijke Hasseltse Voetbalvereniging        | 65   | Hasselt    | ??               | Limbourg  | 1955-1956 (2e)  | 2 saisons      | 9e Série D             |
| 4  | Koninklijke Patria Football Club Tongeren      | 73   | Tongres    | ??               | Limbourg  | 1955-1956 (2e)  | 2 saisons      | 8e Série D             |
| 5  | Prayon Football Club                           | 226  | Prayon     | ??               | Liège     | 1954-1955 (3e)  | 3 saisons      | 11e Série D            |
| 6  | Football Club Winterslag                       | 322  | Winterslag | Noordlaanstadion | Limbourg  | 1954-1955 (3e)  | 3 saisons      | 7e Série A             |
| 7  | Royal Ans Football Club                        | 617  | Ans        | ??               | Liège     | 1953-1954 (4e)  | 4 saisons      | 3e Série D             |
| 8  | Koninklijke Wezel Sport                        | 844  | Mol        | ??               | Anvers    | 1952-1953 (5e)  | 5 saisons      | 3e Série B             |
| 9  | Football Club Helzold                          | 1488 | Zolder     | Noordberm        | Limbourg  | 1953-1954 (4e)  | 4 saisons      | 5e Série D             |
| 10 | Koninklijke Voetbalvereniging Vosselaar        | 2391 | Vosselaar  | ??               | Anvers    | 1952-1953 (5e)  | 5 saisons      | 5e Série B             |
| 11 | Football Club Eendracht Houthalen              | 2402 | Houthalen  | ??               | Limbourg  | 1952-1953 (5e)  | 5 saisons      | 4e Série D             |
| 12 | Vlug en Vrij Overpelt-Fabriek                  | 2554 | Overpelt   | De Leukens       | Limbourg  | 1954-1955 (3e)  | 3 saisons      | 4e Série B             |
| 13 | Football Club Esperanza Neerpelt               | 2529 | Neerpelt   | ??               | Limbourg  | 1952-1953 (5e)  | 5 saisons      | 12e Série B            |
| 14 | Royal Football Club Union Wandre               | 74   | Wandre     | ??               | Liège     | 1956-1957 (1re) | 3 saisons      | montant de P1 Liège    |
| 15 | Köninglische Allgemeine Sportvereigung Eupen   | 4726 | Eupen      | Kehrwegstadion   | Liège     | 1956-1957 (1re) | 1 saison       | montant de P1 Liège    |
| 16 | Koninklijke Football Club Verbroering Arendonk | 915  | Arendonk   | ???              | Anvers    | 1956-1957 (1re) | 4 saisons      | montant de P1 Anvers   |

### Série B
| #  | Nom                                              | Mat. | Ville              | Stades | Provinces  | En Prom depuis  | Total en Prom. | S. précédente            |
| -- | ------------------------------------------------ | ---- | ------------------ | ------ | ---------- | --------------- | -------------- | ------------------------ |
| 1  | Royal Cercle Sportif Hallois                     | 120  | Hal                | ??     | Brabant    | 1956-1957 (1re) | 4 saisons      | Division 3 15e Série B   |
| 2  | Royal Vilvorde Football Club                     | 49   | Vilvorde           | ??     | Brabant    | 1952-1953 (5e)  | 5 saisons      | 12e Série D              |
| 3  | Royal Cercle Sportif Brainois                    | 75   | Braine-l’Alleud    | ??     | Brabant    | 1952-1953 (5e)  | 5 saisons      | 2e Série B               |
| 4  | Royale Union Jemappes                            | 136  | Jemappes           | ??     | Hainaut    | 1952-1953 (5e)  | 5 saisons      | 12e Série A              |
| 5  | Union Sportive du Centre                         | 213  | Haine-Saint-Pierre | ??     | Hainaut    | 1954-1955 (3e)  | 4 saisons      | 5e Série A               |
| 6  | Royal Football Club Jeunesse Sportive Athusienne | 254  | Athus              | ??     | Luxembourg | 1955-1956 (2e)  | 4 saisons      | 12e Série C              |
| 7  | Royal Cercle Sportif Florennois                  | 268  | Florennes          | ??     | Namur      | 1952-1953 (5e)  | 5 saisons      | 11e Série C              |
| 8  | Royal Ruisbroek Football Club                    | 362  | Ruisbroek          | ??     | Brabant    | 1955-1956 (2e)  | 2 saisons      | 10e Série B              |
| 9  | Royal Crossing Football Club Ganshoren           | 55   | Ganshoren          | ??     | Brabant    | 1952-1953 (5e)  | 5 saisons      | 3e Série C               |
| 10 | Royal Football Club Houdinois                    | 704  | Houdeng-Gœgnies    | ??     | Hainaut    | 1953-1954 (4e)  | 4 saisons      | 8e Série A               |
| 11 | Léopold Club Bastogne                            | 2263 | Bastogne           | ??     | Luxembourg | 1953-1954 (4e)  | 4 saisons      | 6e Série C               |
| 12 | Royale Union Sportive Binchoise                  | 4170 | Binche             | ??     | Hainaut    | 1955-1956 (2e)  | 2 saison       | 9e Série A               |
| 13 | Royale Entente Tamines                           | 127  | Tamines            | ??     | Namur      | 1956-1957 (1re) | 1 saison       | montant de P1 Namur      |
| 14 | Koninklijke New Star Tervuren                    | 384  | Tervuren           | ??     | Brabant    | 1956-1957 (1re) | 2 saisons      | montant de P1 Brabant    |
| 15 | Royal Football Club Ecaussinnois                 | 646  | Écaussinnes        | ??     | Hainaut    | 1956-1957 (1re) | 1 saison       | montant de P1 Hainaut    |
| 16 | Cercle Sportif Libramontois                      | 1590 | Libramont          | ??     | Luxembourg | 1956-1957 (1re) | 4 saisons      | montant de P1 Luxembourg |

### Localisations Série B
| \| Braine Crossing Ruisbroek CS Hallois Vilvorde Tervuren Centre Bastogne Libramont Athus Florennois Houdeng-G. Binche Jemappes Tamines Ecaussinnes \| Localisation des clubs engagés en Promotion B 1956-1957 |
| Braine Crossing Ruisbroek CS Hallois Vilvorde Tervuren Centre Bastogne Libramont Athus Florennois Houdeng-G. Binche Jemappes Tamines Ecaussinnes                                                               |

### Série C
| #  | Nom                                                  | Mat. | Ville       | Stades         | Provinces | En Prom depuis  | Total en Prom. | S. précédente          |
| -- | ---------------------------------------------------- | ---- | ----------- | -------------- | --------- | --------------- | -------------- | ---------------------- |
| 1  | Cappellen Football Club Koninklijke Maatschappij     | 43   | Kapellen    | ??             | Anvers    | 1952-1953 (5e)  | 5 saisons      | 13e Série B            |
| 2  | Royale Union Hutoise Football Club                   | 76   | Huy         | ??             | Liège     | 1952-1953 (5e)  | 5 saisons      | 10e Série C            |
| 3  | Koninklijke Racing Club Borgerhout                   | 84   | Borgerhout  | ??             | Anvers    | 1952-1953 (5e)  | 5 saisons      | 11e Série B            |
| 4  | Koninklijke Boechoutse Voetbalvereniging             | 121  | Boechout    | ??             | Anvers    | 1952-1953 (5e)  | 5 saisons      | 7e Série C             |
| 5  | Royal Stade Waremmien Football Club                  | 190  | Waremme     | ??             | Liège     | 1955-1956 (2e)  | 2 saisons      | 2e Série C             |
| 6  | Royal Cercle Sportif Andennais                       | 307  | Andenne     | stade J. Pappa | Namur     | 1953-1954 (4e)  | 4 saisons      | 8e Série C             |
| 7  | Koninklijke Football Club Grobbendonk                | 380  | Grobbendonk | ??             | Anvers    | 1953-1954 (4e)  | 4 saisons      | 9e Série B             |
| 8  | Koninklijke Aarschot Sport                           | 441  | Aarschot    | ??             | Brabant   | 1952-1953 (5e)  | 5 saisons      | 2e Série D             |
| 9  | Koninklijke Voetbalvereniging Looi Sport             | 569  | Tessenderlo | ??             | Limbourg  | 1953-1954 (4e)  | 4 saisons      | 10e Série D            |
| 10 | Football Club Nijlen                                 | 1065 | Nijlen      | ??             | Anvers    | 1952-1953 (5e)  | 5 saisons      | 8e Série B             |
| 11 | Rupel Sportkring                                     | 2138 | Boom        | ??             | Anvers    | 1954-1955 (3e)  | 3 saisons      | 5e Série C             |
| 12 | Voetbalclub Vlug en Vrij Terhagen                    | 2645 | Terhagen    | ??             | Anvers    | 1952-1953 (5e)  | 5 saisons      | 9e Série C             |
| 13 | Football Club Heist Sportief                         | 2948 | Heist       | ??             | Anvers    | 1954-1955 (3e)  | 3 saisons      | 6e Série B             |
| 14 | Koninklijke Voetbalvereniging Vigor Beringen         | 330  | Beringen    | ??             | Limbourg  | 1956-1957 (1re) | 2 saisons      | montant de P1 Limbourg |
| 15 | Koninklijke Voetbalvereniging Ons Genoegen Vorselaar | 402  | Vorselaar   | ??             | Anvers    | 1956-1957 (1re) | 1 saison       | montant de P1 Anvers   |
| 16 | Koninklijke Voetbalvereniging Scherpenheuvel Sport   | 981  | Montaigu    | ??             | Brabant   | 1956-1957 (1re) | 1 saison       | montant de P1 Brabant  |

### Localisations Série C
| \| Cappellen Borgerhout Nijlen Vorselaar Aarschot Scherpenheuvel Andenne Looi Rupel SK Waremme Huy Heist Terhagen Boechout Grobbendonk Beringen \| Localisation des clubs engagés en Promotion C 1956-1957 |
| Cappellen Borgerhout Nijlen Vorselaar Aarschot Scherpenheuvel Andenne Looi Rupel SK Waremme Huy Heist Terhagen Boechout Grobbendonk Beringen                                                               |

### Série D
| #  | Nom                                            | Mat. | Ville      | Stades           | Provinces        | En Prom depuis  | Total en Prom. | S. précédente                 |
| -- | ---------------------------------------------- | ---- | ---------- | ---------------- | ---------------- | --------------- | -------------- | ----------------------------- |
| 1  | Voetbal Klub Waaslandia Burcht                 | 557  | Burcht     | ??               | Anvers           | 1956-1957 (1re) | 3 saisons      | Division 3 16e Série A        |
| 2  | Koninklijke Athletische Vereniging Dendermonde | 57   | Termonde   | ??               | Fl. orientale    | 1956-1957 (1re) | 1 saison       | Division 3 15e Série A        |
| 3  | Kon. Vaneste Genootschap Oostende              | 31   | Ostende    | ??               | Fl. occidentalde | 1955-1956 (2e)  | 2 saisons      | 3e Série A                    |
| 4  | Royale Association Sportive Renaisienne        | 38   | Renaix     | avenue du 4 mars | Fl. orientale    | 1953-1954 (4e)  | 4 saisons      | 11e Série A                   |
| 5  | Koninklijke Voetbalverening Oude God Sport     | 68   | Mortsel    | ??               | Anvers           | 1955-1956 (2e)  | 2 saisons      | 13e Série C                   |
| 6  | Koninklijke Sportvereniging Oudenaarde         | 81   | Audenarde  | ??               | Fl. orientale    | 1952-1953 (5e)  | 5 saisons      | 7e Série A                    |
| 7  | Koninklijke Vereniging Cercle Sportif Yprois   | 100  | Ypres      | ??               | Fl. occidentale  | 1954-1955 (2e)  | 3 saisons      | 4e Série A                    |
| 8  | Koninklijke Sportkring Roeselare               | 134  | Roulers    | 't Motje         | Fl. occidentale  | 1952-1953 (5e)  | 5 saisons      | 2e Série A                    |
| 9  | Koninklijke Football Club Tielt                | 218  | Tielt      | ??               | Fl. occidentale  | 1955-1956 (2e)  | 2 saisons      | 6e Série A                    |
| 10 | Koninklijke Racing Club Lokeren                | 282  | Lokeren    | Daknam           | Fl. orientale    | 1952-1953 (5e)  | 5 saisons      | 7e Série B                    |
| 11 | Kon. Football Athletic Club Meulestede         | 432  | Meulestede | ??               | Fl. orientale    | 1955-1956 (2e)  | 3 saisons      | 10e Série A                   |
| 12 | Sportkring Deinze                              | 818  | Deinze     | ??               | Fl. orientale    | 1954-1955 (3e)  | 3 saisons      | 13e Série A                   |
| 13 | Kontich Football Club                          | 3029 | Kontich    | ??               | Anvers           | 1954-1955 (3e)  | 3 saisons      | 4e Série C                    |
| 14 | Koninklijke Sport-Club Menen                   | 56   | Menin      | ??               | Fl. occidentale  | 1956-1957 (1re) | 2 saisons      | montant de P1 Fl. occidentale |
| 15 | Koninklijke Football Club Scela Zele           | 1837 | Zele       | ??               | Fl. orientale    | 1956-1957 (1re) | 1 saison       | montant de P1 Fl. orientale   |
| 16 | Koninklijke Football Club Ninove               | 2373 | Ninove     | Den Doorn        | Fl. orientale    | 1956-1957 (1re) | 1 saison       | montant de P1 Fl. orientale   |

### Localisations Série D
| \| Burcht Termonde Lokeren Kontich SK Roeselare VG Ostende Ypres Renaix Meulestede Deinze Tielt Oude God Audenarde Menin Zele Ninove \| Localisation des clubs engagés en Promotion D 1956-1957 |
| Burcht Termonde Lokeren Kontich SK Roeselare VG Ostende Ypres Renaix Meulestede Deinze Tielt Oude God Audenarde Menin Zele Ninove                                                               |

## Classements finaux
- Le nom des clubs est celui employé à l'époque

Légende
- Clubs champions et promus en Division 3 la saison suivante
- Clubs relégués en Première provinciale la saison suivante

Abréviations
 : Clubs relégués de « Division 3 » depuis la saison précédente 
: Clubs promus de Première provinciale depuis la saison précédente

### Promotion A
| Rang | Équipe                    | Pts | J  | G  | N | P  | Bp | Bc | Diff |
| ---- | ------------------------- | --- | -- | -- | - | -- | -- | -- | ---- |
| 1    | V&V Overpelt-Fabriek      | 44  | 30 | 18 | 8 | 4  | 82 | 27 | +55  |
| 2    | K. Helzold FC Zolder      | 36  | 30 | 14 | 8 | 8  | 49 | 32 | +17  |
| 3    | R. FC Union Wandre        | 35  | 30 | 14 | 7 | 9  | 55 | 53 | +2   |
| 4    | Patria FC Tongres         | 34  | 30 | 14 | 6 | 10 | 61 | 43 | +18  |
| 5    | K. VV Vosselaar           | 34  | 30 | 16 | 2 | 12 | 55 | 49 | +6   |
| 6    | K. FC Wezel Sport         | 33  | 30 | 14 | 5 | 11 | 68 | 51 | +17  |
| 7    | K. FC Winterslag          | 31  | 30 | 12 | 7 | 11 | 58 | 58 | 0    |
| 8    | K. Hasseltse VV           | 31  | 30 | 13 | 5 | 12 | 60 | 58 | +2   |
| 9    | FC Esperanza Neerpelt     | 31  | 30 | 13 | 5 | 12 | 46 | 59 | -13  |
| 10   | Ans FC                    | 30  | 30 | 12 | 6 | 12 | 68 | 54 | +14  |
| 11   | FC Eendracht Houthalen    | 28  | 30 | 11 | 6 | 13 | 70 | 62 | +8   |
| 12   | Herve FC                  | 27  | 30 | 9  | 9 | 12 | 41 | 53 | -12  |
| 13   | AS Eupen                  | 24  | 30 | 9  | 6 | 15 | 46 | 61 | -15  |
| 14   | R. FC Bressoux            | 23  | 30 | 8  | 7 | 15 | 35 | 54 | -19  |
| 15   | FC Prayon                 | 21  | 30 | 9  | 3 | 18 | 39 | 77 | -38  |
| 16   | FC Verbroedering Arendonk | 18  | 30 | 7  | 4 | 19 | 39 | 81 | -42  |

### Promotion B
| Rang | Équipe                   | Pts | J  | G  | N | P  | Bp | Bc  | Diff |
| ---- | ------------------------ | --- | -- | -- | - | -- | -- | --- | ---- |
| 1    | R. CS BRAINOIS           | 48  | 30 | 22 | 4 | 4  | 75 | 32  | +43  |
| 2    | R. Crossing FC Ganshoren | 45  | 30 | 19 | 7 | 4  | 75 | 37  | +38  |
| 3    | R. Ruisbroek FC          | 42  | 30 | 19 | 4 | 7  | 74 | 36  | +38  |
| 4    | Léopold Club Bastogne    | 42  | 30 | 19 | 4 | 7  | 69 | 35  | +34  |
| 5    | US du Centre             | 41  | 30 | 18 | 5 | 7  | 69 | 41  | +28  |
| 6    | R. FC JS Athusienne      | 30  | 30 | 14 | 2 | 14 | 58 | 69  | -11  |
| 7    | R. CS Florennois         | 28  | 30 | 10 | 8 | 12 | 47 | 51  | -4   |
| 8    | R. CS Hallois            | 28  | 30 | 11 | 6 | 13 | 50 | 49  | +1   |
| 9    | R. US Binchoise          | 27  | 30 | 9  | 9 | 12 | 50 | 59  | -9   |
| 10   | R. FC Houdinois          | 27  | 30 | 10 | 7 | 13 | 49 | 59  | -10  |
| 11   | R. FC Ecaussinnois       | 26  | 30 | 9  | 8 | 13 | 54 | 53  | +1   |
| 12   | R. Entente Tamines       | 23  | 30 | 9  | 5 | 16 | 48 | 73  | -25  |
| 13   | CS Libramontois          | 23  | 30 | 10 | 3 | 17 | 63 | 68  | -5   |
| 14   | R. Vilvorde FC           | 22  | 30 | 10 | 2 | 18 | 54 | 71  | -17  |
| 15   | K. New Star Tervuren     | 15  | 30 | 5  | 5 | 20 | 34 | 77  | -43  |
| 16   | R. Union Jemappes        | 13  | 30 | 6  | 1 | 23 | 44 | 103 | -59  |

### Promotion C
| Rang | Équipe                       | Pts | J  | G  | N | P  | Bp | Bc | Diff |
| ---- | ---------------------------- | --- | -- | -- | - | -- | -- | -- | ---- |
| 1    | K. AARSCHOT SPORT            | 38  | 30 | 15 | 8 | 7  | 56 | 35 | +21  |
| 2    | R. CS Andennais              | 35  | 30 | 16 | 3 | 11 | 70 | 49 | +21  |
| 3    | K. VV Looi Sport Tessenderlo | 34  | 30 | 14 | 6 | 10 | 65 | 47 | +18  |
| 4    | Rupel SK                     | 33  | 30 | 13 | 7 | 10 | 40 | 47 | -7   |
| 5    | R. Stade Waremmien           | 33  | 30 | 14 | 5 | 11 | 66 | 59 | +7   |
| 6    | R. Union Hutoise FC          | 32  | 30 | 13 | 6 | 11 | 52 | 57 | -5   |
| 7    | K. VV Vigor Beringen         | 31  | 30 | 12 | 7 | 11 | 47 | 58 | -11  |
| 8    | Heist FC Sportief            | 30  | 30 | 12 | 6 | 12 | 61 | 49 | +12  |
| 9    | VV Ons Genoegen Vorselaar    | 30  | 30 | 13 | 4 | 13 | 53 | 52 | +1   |
| 10   | K. Cappellen FC              | 28  | 30 | 11 | 6 | 13 | 50 | 43 | +7   |
| 11   | K. VV cherpenheuvel Sport    | 28  | 30 | 11 | 6 | 13 | 47 | 67 | -20  |
| 12   | K. RC Borgerhout             | 27  | 30 | 9  | 9 | 12 | 39 | 47 | -8   |
| 13   | K. FC Nijlen                 | 26  | 30 | 10 | 6 | 14 | 44 | 49 | -5   |
| 14   | VC V&V Terhagen              | 26  | 30 | 11 | 4 | 15 | 58 | 63 | -5   |
| 15   | K. FC Grobbendonk            | 25  | 30 | 9  | 7 | 14 | 67 | 70 | -3   |
| 16   | K. Boechoutse VV             | 24  | 30 | 10 | 4 | 16 | 48 | 71 | -23  |

### Promotion D
| Rang | Équipe                  | Pts | J  | G  | N  | P  | Bp | Bc | Diff |
| ---- | ----------------------- | --- | -- | -- | -- | -- | -- | -- | ---- |
| 1    | K. RC LOKEREN           | 38  | 30 | 13 | 12 | 5  | 46 | 33 | +13  |
| 2    | Kontich FC              | 38  | 30 | 14 | 10 | 6  | 54 | 38 | +16  |
| 3    | K. SK Roeselaere        | 36  | 30 | 15 | 6  | 9  | 58 | 28 | +30  |
| 4    | FC Ninove               | 35  | 30 | 16 | 3  | 11 | 56 | 53 | +3   |
| 5    | K. VG Oostende          | 34  | 30 | 15 | 4  | 11 | 60 | 54 | +6   |
| 6    | K. FC Scela Zele        | 33  | 30 | 12 | 9  | 9  | 49 | 38 | +11  |
| 7    | K. SC Menen             | 32  | 30 | 11 | 10 | 9  | 60 | 49 | +11  |
| 8    | VK Waaslandia Burcht    | 32  | 30 | 11 | 10 | 9  | 52 | 46 | +6   |
| 9    | K. Vereniging CS Yprois | 30  | 30 | 13 | 4  | 13 | 52 | 51 | +1   |
| 10   | R. AS Renaisienne       | 29  | 30 | 11 | 7  | 12 | 52 | 49 | +3   |
| 11   | K. FAC Meulestede       | 27  | 30 | 9  | 9  | 12 | 50 | 54 | -4   |
| 12   | K. AV Dendermonde       | 27  | 30 | 9  | 9  | 12 | 46 | 65 | -19  |
| 13   | KM SK Deinze            | 25  | 30 | 8  | 9  | 13 | 30 | 44 | -14  |
| 14   | K. FC Tielt             | 24  | 30 | 10 | 4  | 16 | 61 | 76 | -15  |
| 15   | K. VV Oude God Sport    | 22  | 30 | 6  | 10 | 14 | 30 | 53 | -23  |
| 16   | K. SV Oudenaarde        | 18  | 30 | 6  | 6  | 18 | 43 | 68 | -25  |

## Récapitulatif de la saison
- Champion A: V&V Overpelt-Fabriek 1er titre en Promotion (D4)
- Champion B: R. CS Brainois 1er titre en Promotion (D4)

- Champion C: K. Aarschot Sport 1er titre en Promotion (D4)

- Champion D: K. RC Lokeren 1er titre en Promotion (D4)

- Cinquième et Sixième titre de Promotion pour la Province de Brabant.
- Troisième titre de Promotion pour la Province de Flandre orientale.
- Premier titre de Promotion pour la Province de Limbourg.

| Région flamande (37)            | Région flamande (37) | Province de Brabant (8)      | Province de Brabant (8) | Région wallonne (19)   | Région wallonne (19) |
| ------------------------------- | -------------------- | ---------------------------- | ----------------------- | ---------------------- | -------------------- |
| Province d'Anvers               | 15                   | Région de Bruxelles-Capitale | 1                       | Province de Hainaut    | 5                    |
| Province de Flandre-Occidentale | 5                    | Province du Brabant flamand  | 6                       | Province de Liège      | 8                    |
| Province de Flandre-Orientale   | 8                    | Province du Brabant wallon   | 1                       | Province de Luxembourg | 3                    |
| Province de Limbourg            | 9                    |                              |                         | Province de Namur      | 3                    |

1. ↑  Au niveau footballistique, la province de Brabant est toujours unitaire malgré sa partition territoriale en 1995.

### Admission en D3 / Relégation de D3
Les quatre champions (Aarschot, Braine, Lokeren et Overpelt-Fabriek) montent en Division 3, dont sont relégués le Vigor Hamme, Mol Sport, l'US Tournaisienne et le SRU Verviers.

#### Relégations vers les séries provinciales
12 clubs sont relégués vers le 5e niveau appelé « Première provinciale ».
| Clubs                                                                                                 |   | Provinces                       |
| --- | - | ------------------------------- |
| FC Verbroedering Arendonk, K. Boechoutse VV, K. FC Grobbendonk, K. VV Oude God Sport, VC V&V Terhagen | ⇒ | Province d'Anvers               |
| K. New Star Tervuren, R. Vilvorde FC                                                                  | ⇒ | Province de Brabant             |
| K. FC Tielt                                                                                           | ⇒ | Province de Flandre-Occidentale |
| K. SV Oudenaerde                                                                                      | ⇒ | Province de Flandre-Orientale   |
| R. Union Jemappes                                                                                     | ⇒ | Province de Hainaut             |
| R. FC Bressoux, Prayon FC                                                                             | ⇒ | Province de Liège               |
| | ⇒ | Province de Limbourg            |
| | ⇒ | Province de Luxembourg          |
| | ⇒ | Province de Namur               |

#### Montées depuis les séries provinciales
Douze clubs sont admis en « Promotion » (4e niveau) depuis le 5e niveau désormais appelé « Première provinciale ».
| Provinces                       | Montant                                       |
| ------------------------------- | --------------------------------------------- |
| Province d'Anvers               | K. Nielse SV, K. AV Verbroedering Brasschaat. |
| Province de Brabant             | R. FC La Rhodienne, K. FC Machelen.           |
| Province de Flandre-Occidentale | K. SV Blankenberge.                           |
| Province de Flandre-Orientale   | K. SV Sottegem.                               |
| Province de Hainaut             | Royal Sporting Club Wasmes.                   |
| Province de Liège               | R. Fléron FC, Club Amay Sportif.              |
| Province de Limbourg            | R. Excelsior Hasselt FC                       |
| Province de Luxembourg          | Entente Marche FC                             |
| Province de Namur               | R. Entente Sportive Jamboise                  |

## Débuts en Promotion
Quatre clubs ayant déjà joué en séries nationale prennent part pour la première fois au championnat de Promotion. Avec les nouveaux venus en nationales (voir ci-après), ils portent à 112 le nombre de clubs différents ayant joué au 4e niveau national.
- K. VV OG Vorselaar (23e club anversois différent au 4e niveau national).
- K. AV Dendermonde (9e club flandrien orientale différent au 4e niveau national) (ex æquo avec FC Ninove et Scela Zele).
- AS Eupen (17e club liégeois différent au 4e niveau national)
- R. Entente Tamines (7e club namurois différent au 4e niveau national)

## Débuts en séries nationales
Quatre clubs évoluent pour la toute première fois dans le séries nationales du football belge. Ils portent à 251 le nombre de clubs différents ayant évolué en « nationale ». 
- FC Ninove et K. FC Scela Zele 9e clubs flandrien orientale à évoluer au 4e niveau (ex æquo avec K. AV Dendermonde, op cit).
- K. VV Scherpenheuvel Sport 19e club brabançon (10e du Brabant flamand) à évoluer au 4e niveau.
- R. FC Ecaussinnois 10e clubs hennuyer à évoluer au 4e niveau

## Changement de dénomination
Reconnu « Société Royale », le CS Libramontois adapte son appellation, le 30 mars 1957 et devient le Royal Cercle Sportif Libramontois (matricule 1590).